# Морільє
Морільє (ісп. Morille) — муніципалітет в Іспанії, у складі автономної спільноти Кастилія-і-Леон, у провінції Саламанка. Населення — 254 особи (2010).
Муніципалітет розташований на відстані близько 170 км на захід від Мадрида, 18 км на південь від Саламанки.
На території муніципалітету розташовані такі населені пункти: (дані про населення за 2010 рік)
- Монте-Абахо: 4 особи
- Морільє: 248 осіб
- Ла-Реганьяда: 2 особи

## Демографія
Динаміка населення (INE ):

## Зовнішні посилання
- Офіційна вебсторінка муніципальної ради
- Фотогалерея
- Провінційна рада Саламанки: індекс муніципалітетів [Архівовано 23 квітня 2009 у Wayback Machine.]
- Посилання на Google Maps